# Kuznétske
Kuznétske (en (ucraïnès): Кузнецьке) és un poble de la República Autònoma de Crimea a Ucraïna, que el 2014 tenia 391 habitants. Pertany al districte de Txornomórske.